# キース・デボット
キース・デボット（Cornelis Kees de Bot、1951年3月11日 - ）は、オランダの言語学者。現在、オランダのフローニンゲン大学およびパノニア大学で応用言語学議長。第二言語発達に関する研究と、第二言語開発を研究するための動的システム理論の使用で知られている。 

## 来歴
デボットは、 1982年にナイメーヘン大学で一般言語学と応用言語学の博士号を取得した。彼の博士課程の研究は、イントネーションの視覚化を教材として使用することに関するものであった。
1994年5月、応用言語学議長になり、ナイメーヘン大学の学部長となった。 2002年11月には、フローニンゲン大学の応用言語学の議長となった。またTESOLInternational Research Foundationの評議員であり、カーネギーメロン大学現代語学部のプログラム委員会のメンバーである。
ジョン・ベンジャミン出版社の一連のバイリンガリズム研究の共同編集者を務め、応用言語学の分野では積極的に本や記事を出版している。近年は、ジャーナルStudies in Bilingualism 言語喪失に関する特集号のゲストエディターを務めた。
また、The Modern Language Journalの副編集長も務める。 

## 研究
van Geert、Lowie、Verspoorとともに、時系列データを適用して第二言語の開発を研究することを提案した「Dutch School of Dynamic Systems」のメンバーの1人である。彼の研究は、外国語の喪失、多言語環境での言語と認知症、少数言語の維持とシフト、バイリンガル言語処理の心理言語学、そして最近ではSLAと多言語主義における動的システム理論の適用を含む多くのトピックに関係している。
2015年、デボットは概日リズムと第二言語の発達に関する最初の記事を発表し 、2017年には別の共著記事（Fang Fang）を発表した。

## 作品
2004年に彼は第二言語開発に関するLowieとVerspoorと共に、動的システム理論を適用して第二言語の執筆開発を研究する独創的な記事を執筆した。これは、時系列データを使用して第二言語のライティングの開発における変化を説明した最初の研究論文であった。
Alkalmazott Nyelvtudomány （ハンガリー語の応用言語学）に掲載されたインタビューで、de Botは、第二言語習得における概日リズムの適用に興味があると述べた。

## 教官として
de Botは、Wander Lowie、 Tal Caspi、、Belinda Chanなど、多数の博士課程の学生を指導してきた。

## 受賞
- Order of Orange-Nassau

## 著書

### 本
- Second Language Acquisition: An Advanced Resource Book (2005)[13]

- Language Development Over the Lifespan (2009)[14]

- A Dynamic Approach to Second Language Development. Methods and Techniques (2011)[15]

- A History of Applied Linguistics From 1980 to the Present (2015)[16]

### 記事
- - "Word production and the bilingual lexicon." (1993)
  - "The psycholinguistics of the output hypothesis." (1996)
  - "Toward a lexical processing model for the study of second language vocabulary acquisition: Evidence from ESL reading." (1997)
  - "Producing words in a foreign language: Can speakers prevent interference from their first language?" (1998)
  - "A bilingual production model: Levelt’s “speaking” model adapted." (2000)
  - "The multilingual lexicon: Modelling selection and control." (2004)
  - "Complex systems and applied linguistics." (2007)
  - "A dynamic systems theory approach to second language acquisition." (2007)
  - "An identity approach to second language acquisition." (2011)
  - "First language attrition." (2013)